# Yelena Kondakova
Yelena Vladimirovna Kondakova (em russo:  Елена Владимировна Кондакова; Mytishchi, 30 de março de 1957) foi a terceira cosmonauta russa e a primeira mulher a participar de uma missão espacial de longa duração.

## Carreira
Formada em engenharia de voo em Moscou, em 1980, foi selecionada como cosmonauta em 1989, após programa de treinos no Centro de Treinamento de Cosmonautas Yuri Gagarin, na Cidade das Estrelas. Kondarova participou da missão Soyuz TM-20 à estação Mir, lançada do Cosmódromo de Baikonur em 4 de outubro de 1994, permanecendo na estação orbital até 22 de março de 1995, numa estadia de mais de cinco meses no espaço.
Em maio de 1997 fez seu segundo voo espacial, desta vez no programa conjunto  ônibus espacial-Mir, da NASA e da AER, a bordo da nave Atlantis, missão STS-84, como especialista de missão, passando mais dez dias no espaço.
Yelena foi casada com o também cosmonauta Valeri Ryumin e vive em Kaliningrado.